# Anneissia solaster
Anneissia solaster is een haarster uit de familie Comatulidae.
De wetenschappelijke naam van de soort werd in 1907 gepubliceerd door Austin Hobart Clark.